# Mastaba

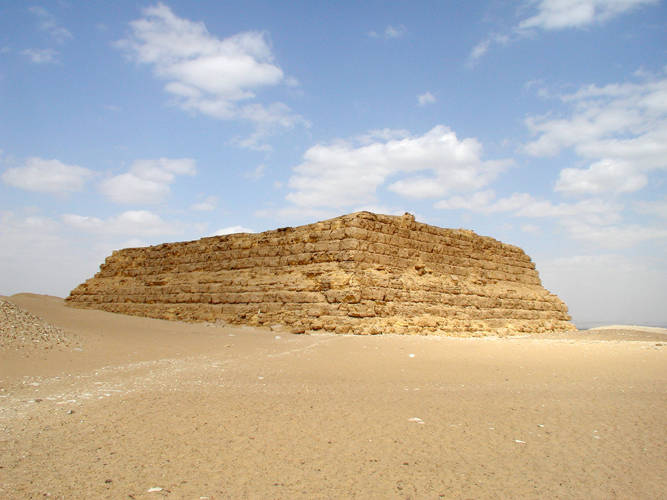
Exemplu de mastaba

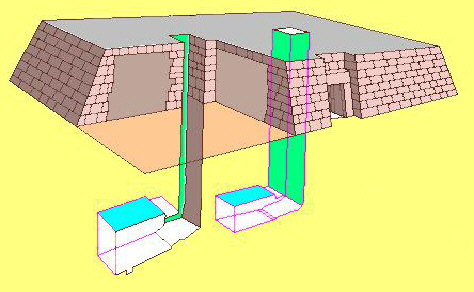
Structura unei mastaba

O mastaba (plural: mastabale) era o clădire rectangulară, cu acoperișul plat și cu pereții înclinați ce marca mormântul egiptenilor de rang înalt din antichitate. Erau de obicei construite din piatră sau cărămizi uscate la soare.